# Красиво уйти
«Красиво уйти» — американский кинофильм 1979 года, снятый режиссёром Мартином Брестом. Экранизация произведения, автор которого — Эдвард Кэннон.

## Сюжет
Три пожилых пенсионера – Джо, Эл и Вилли - проживают в маленькой квартире в Нью-Йорке. Они живут за счёт чеков социального обеспечения и проводят дни, сидя на скамье парка, читая газеты, кормя голубей и обсуждая неприятных детей. Однажды Джо предлагает им пойти на "ограбление". У них нет опыта работы в качестве преступников, но после некоторого колебания двое других соглашаются.
Эл тайком заимствует три пистолета из коллекции оружия своего племянника Пита, который живет с женой и детьми в нескольких милях отсюда. Трое мужчин, используя клоунские очки для маскировки, совершают ограбление, и похищают 35 000 долларов. 
Волнение становится слишком велико для Вилли, и он вскоре погибает от сердечного приступа. Джо и Эл отдают 25 000 долларов Питу и его семье, утверждая, что это доходы от полиса страхования жизни Вилли. Они решают потратить оставшиеся 10 000 долларов на поездку в Лас-Вегас. Там Эл и Джо выигрывают более 70 000 долларов, играя в кости, но Эл перенапрягается от поездки, которую они совершают сразу после похорон Вилли, и он умирает во сне.
Джо сообщает Питу, что его дядя умер, затем рассказывает ему об ограблении банка и о событиях в Лас-Вегасе. Он отдает Питу оставшиеся банковские деньги и выигрыши из Вегаса, и велит ему хранить наличные в своей банковской ячейке и никогда никому об этом не рассказывать. На следующий день, по дороге на похороны Эла, Джо арестовывают. Он признается в ограблении, но отказывается сказать, что случилось с деньгами. 
Пит навещает Джо в тюрьме и предлагает вернуть украденную часть денег в надежде на смягчение приговора. Джо говорит Питу, что он старик, у которого нет ни семьи, ни друзей, и что он смирился со своей судьбой. Он говорит Питу наслаждаться своими деньгами, называя их "наследством", прежде чем вернуться в свою камеру.

## В ролях
- Джордж Бёрнс — Джо
- Арт Карни — Эл
- Ли Страсберг — Уилли
- Чарльз Хэллахан — Пит, племянник Эла
- Памела Пэйтон-Райт[англ.] — Кэти